# تشارلز إتش بلاك
تشارلز إتش بلاك (بالإنجليزية: Charles H. Black)‏ هو مخترع أمريكي، ولد في 5 أكتوبر 1852 في هاغرستاون في الولايات المتحدة، وتوفي في 1918.